# Thế giới Arda (Tolkien)

Bản đồ Trung Địa (một lục địa của thế giới Arda) vào kỉ đệ tam

Theo sử thi Legandarium của nhà văn J. R. R. Toiken, Arda là thế giới thực tồn tại giữa khoảng không Avakúma vô tận của vũ trụ Eä. Arda do thượng đế Eru Illúvatar sáng tạo và được xây dựng, hoàn thiện bởi mười bốn vị thần Valar (những linh hồn Ainur vĩ đại nhất) cùng với các Maiar (linh hồn Ainur thấp hơn) trợ giúp. Arda là nơi ở của những đứa con của Eru Illúvatar (Children of Eru Illúvatar): chúng tiên (Elf) và loài người (Human). Arda trải qua các giai đoạn phát triển khác nhau cùng với sự biến đổi về thế giới quan (từ dạng phẳng sang dạng cầu, phân tách các lục địa...) xuất phát từ các yếu tố chủ quan và khách quan của từng thời đại. Theo dự ngôn, Arda sẽ bị phá hủy trong ngày vị lai bởi chúa tể hắc ám Melkor (linh hồn Ainur sa ngã và quyền năng nhất, gần giống với Lucifer trong Kitô giáo) và sau đó một thế giới mới sẽ được hình thành trong sự hoàn mĩ hơn (gần giống ngày tận thế Ragnarok trong thần thoại Bắc Âu).
Bề dày lịch sử và quang cảnh thế giới Arda được miêu tả kĩ lưỡng trong tác phẩm Huyền sử Silmarillion (The Silmarillion), Chúa tể những chiếc nhẫn (Lord of the Rings), Người Hobbit (The Hobbit), Câu chuyện dang dở của Númenor và Trung Địa (Unfinished Tales)...

## Lược sử thế giới Arda

### Ainulindalë
Thượng đế phôi nghén ý tưởng về thế giới Arda trong tâm trí mình, tuy nhiên ngài không thực hiện một mình mà thay vào đó Eru Illúvatar đã sáng tạo ra các Ainur từ ý nghĩ. Mỗi Ainur mang một phần kiến thức trong kho tàng trí tuệ của Eru Illúvatar (trong đó Ainur đầu tiên và người mang nhiều kiến thức nhất là Melkor) và ngài dạy cho họ ca hát. Sau đó, Eru Illúvatar cùng các Ainur cất lên tiếng hát về khúc nhạc Ainulindale trong cung điện vô tận để sáng tạo nên ý nghĩ về thế giới Arda. Trong cả ba chương của khúc ca Ainur êm đềm, Melkor đã phá quấy bằng cách đệm vào đó những giai khúc chát chúa, thô thiển (chính những điệu hát này đã làm thế giới trở nên kém hoàn mĩ hơn như xuất hiện các hoang mạc cháy bỏng, vùng đất lạnh giá điêu tàn). Sau khúc hát Ainulindale, Eru Illuvatar cho các Ainur xem những tưởng tượng của mình về thế giới mới (Ảo ảnh của Illúvatar). Ngài phái mười bốn Ainur mạnh nhất (gọi là các vị thần Valar) hạ phàm để xây dựng thế giới Arda theo tưởng tượng của Eru Illuvatar (ngoại trừ Melkor). Tuy nhiên, Melkor vẫn lẩn trốn được xuống thế giới Arda.

### Valaquenta
Các Valar đã tiến hành xây dựng và hoàn thiện nên thế giới Arda cùng với sự trợ giúp của các Maiar (Ainur ít quyền lực hơn).
|    | Tên Valar    | Quyền năng | Nơi sống                                      | Vợ/chồng     |
| -- | ------------ | --- | --------------------------------------------- | ------------ |
| 1  | Vala Manwe   | Chúa tể cơn gió và kiến tạo bầu trời | Đỉnh Taniquetil, thiên giới Aman              | Vala Varda   |
| 2  | Vala Varda   | Tìm kiếm và tạo nên những thứ có thể thắp sáng thế gian (vì sao, hai đèn, hai cây, Mặt Trời, Mặt Trăng). Varda được tôn kính bởi người Elf và thường được họ cầu nguyện để trợ giúp. | Đỉnh Taniquetil, thiên giới Aman              | Vala Manwe   |
| 3  | Vala Ulmo    | Chúa tể của biển cả | Các mạch nước ngầm của sông suối và biển khơi |              |
| 4  | Vala Aule    | Thần thợ rèn, ngài có thể sáng tạo ra mọi thứ từ đôi tay của mình. Vala Aule đã nặn ra bảy người lùn (Drawf) đầu tiên trong lòng dãy núi của Trung Địa dù chưa được sự cho phép của Eru Illúvatar (nhưng về sau thượng đế vẫn ban phát sự sống cho người lùn và chính ngài đã ngăn cản Aule tiêu diệt người lùn vì sự hối hận trước hành động trên đồng thời đưa người lùn về giấc ngủ cho đến khi giống Elf thức tỉnh) và dạy người lùn ngôn ngữ Khuzdul. Người lùn rất kính trọng Vala Aule. |                                               | Vala Yavanna |
| 5  | Vala Yavanna | Nữ hoàng mặt đất, vị thần của cây cối. Yavanna đã gieo trồng nhiều loài thực vật và rất thích chăm sóc chúng. Khi Vala Aule sáng tạo ra người lùn Drawves, Yavanna sợ rằng chủng tộc này sẽ phá hoại cây trồng nên bà đã xin Thượng đế can thiệp và ngài đã đáp ứng nguyện vọng bằng cách ban sự sống cho tộc cây gọi là người Ent nhằm bảo vệ những khu rừng ở Trung Địa. | Cánh đồng xanh phía nam Valinor               | Vala Aule    |
| 6  | Vala Mandos  | Ngài là vị thần của cái chết và là người liêm chính, công bằng đôi lúc có phần bảo thủ. Tòa sảnh của ngài là nơi linh hồn người Elf thác về sau khi từ giã thân xác. | Tòa sảnh Mandos                               | Vala Vaire   |
| 7  | Vala Oromo   | Thần săn bắt, ngài là người đã dẫn người Elf đi về thiên giới Aman để tránh khỏi sự truy sát của Melkor. |                                               | Vala Vana    |
| 8  | Vala Este    | Thần của sự chữa lành và xoa dịu tâm hồn. | Khu vườn Lorién                               | Vala Irmo    |
| 9  | Vala Nienna  | Thần của sự trắc ẩn, bà thường hay sầu muộn trước sự đau khổ của thế gian. Maiar tài năng nhất dưới sự dạy dỗ của bà là Gandalf. | Cung điện Nienna phía tây Valinor             |              |
| 10 | Vala Vaire   | Thần dệt cửi, những sự việc trên thế gian đều được quyết định trên khung cửi của bà. | Tòa sảnh Mandos                               | Vala Mandos  |
| 11 | Vala Vana    | Bà là thần của sự vui tươi |                                               | Vala Orome   |
| 12 | Vala Irmo    | Ngài là chủ nhân của hy vọng, ngài tạo ra ảo ảnh và giấc mơ. Khi Trung Địa bị tách khỏi thiên giới Valinor, Irmo đã tạo ra con đường mộng mơ (Olore Malle) để Những đứa con của Eru Illuvatar có thể quay về và nghỉ ngơi ở khu vườn Lorién trong tiềm thức (cho phép người Elf và loài người trung thành với Valar về vườn Lorien trong giấc ngủ). | Khu vườn Lorién                               | Vala Este    |
| 13 | Vala Tulkas  | Thần chiến binh và lòng dũng cảm. Tulkas là vala cuối cùng giáng trần, đã làm tăng sức mạnh cho phe Valar trong cuộc chiến đầu tiên chống Melkor và chính Tulkas đã đẩy lùi Melkor ra khỏi thế giới. |                                               | Vala Nessa   |
| 14 | Vala Nessa   | Thần nhảy múa, các Ainur xếp sau bà đều là Maiar. |                                               | Vala Tulkas  |